# Apolysis dolichorostris
Apolysis dolichorostris är en tvåvingeart som beskrevs av Neal L. Evenhuis och Greathead 1999. Apolysis dolichorostris ingår i släktet Apolysis och familjen svävflugor. Inga underarter finns listade i Catalogue of Life.